# هارييت هولتر
هارييت هولتر (بالنرويجية البوكمول: Harriet Holter)‏ هي عالمة اجتماع وعالمة نفس نرويجية، ولدت في 11 أبريل 1922 في كوبنهاغن في الدنمارك، وتوفيت في 18 ديسمبر 1997 في أوسلو في النرويج.